# Govejk
Govejk je naselje v Občini Idrija.